# اوان ورا

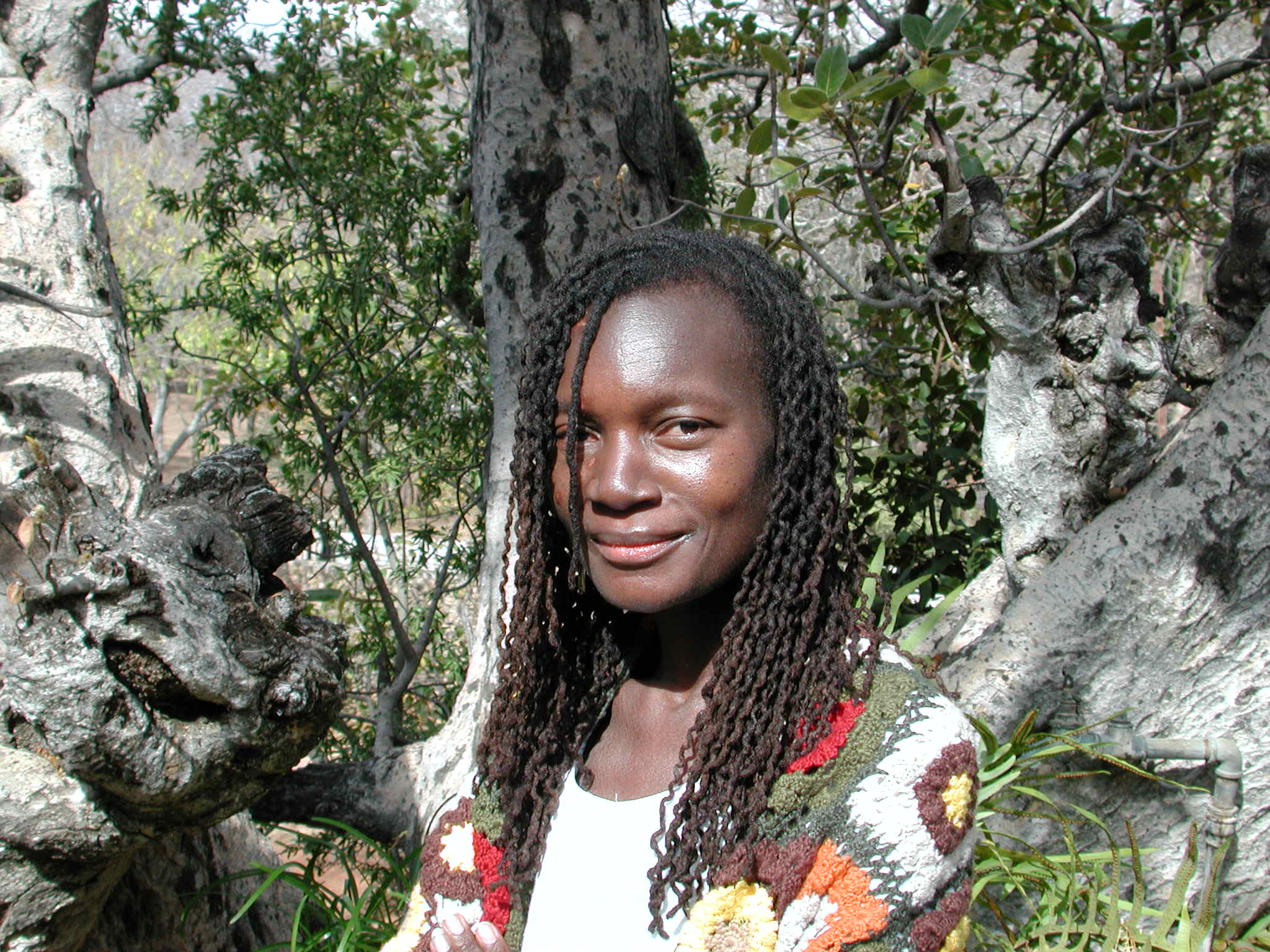
اوان ورا

اوان ورا (۱۹ سپتامبر ۱۹۶۴–۷ آوریل ۲۰۰۵) نویسنده اهل زیمبابوه بود. اولین کتاب منتشر شده او مجموعه ای از داستان‌های کوتاه بود، چرا حیوانات دیگر را کنده کاری نمی‌کنی (۱۹۹۲)، و به دنبال آن پنج رمان: نهاندا (۱۹۹۳)، بدون نام (۱۹۹۴)، زیرِ زبان (۱۹۹۶)، سوزاندن پروانه (۱۹۹۸)، و باکره‌های سنگی (۲۰۰۲). رمان‌های او به نثر شاعرانه، مسائل دشوار و شخصیت‌های قوی زنانه‌شان شناخته می‌شوند و ریشه‌ای محکم در گذشته سخت زیمبابوه دارند. به این دلایل، او به‌طور گسترده توسط پژوهشگران ادبیات آفریقای پسااستعماری مورد مطالعه و قدردانی قرار گرفته‌است.

## جوایز
- 1994: <a href="https://en.wikipedia.org/wiki/Commonwealth_Writers'_Prize" rel="mw:ExtLink" title="Commonwealth Writers' Prize" class="mw-redirect cx-link" data-linkid="97">Commonwealth Writers' Prize</a> (آفریقا) و Zimbabwe Publishers' Literary Award، برای بدون نام
- 2002: Macmillan Writers' Prize for Africa برای باکره‌های سنگی[۱]
- 2003: National Arts Merit Awards برای بهترین اثر نوشتاری.[۲]

## آثار
- نهاندا (Baobab Books، ۱۹۹۳)، در فهرست نهایی جایزه <a href="https://en.wikipedia.org/wiki/Commonwealth_Writers'_Prize" rel="mw:ExtLink" title="Commonwealth Writers' Prize" class="mw-redirect cx-link" data-linkid="106">Commonwealth Writers' Prize</a>
- بدون نام (Baobab Books، ۱۹۹۴)، برنده جایزه <a href="https://en.wikipedia.org/wiki/Commonwealth_Writers'_Prize" rel="mw:ExtLink" title="Commonwealth Writers' Prize" class="mw-redirect cx-link" data-linkid="97">Commonwealth Writers' Prize</a> (آفریقا) و Zimbabwe Publishers' Literary Award
- زیر زبان (Baobab Books، ۱۹۹۶)
- سوزاندن پروانه (۱۹۹۸)، برنده جایزه ادبی آلمان، LiBeraturpreis، در سال ۲۰۰۲
- باکره‌های سنگی (۲۰۰۲)، برنده جایزه Macmillan Writers' Prize for Africa.[۳]